# Awn Shawkat al-Khasawneh
Awn Shawkat al-Khasawneh (in arabo عون الخصاونة‎?; Amman, 22 febbraio 1950) è un politico e magistrato giordano.
Dal 21 ottobre 2011 al 2 maggio 2012 è stato nominato Primo ministro del Regno Hascemita di Giordania. È stato giudice della Corte internazionale di giustizia, eletto per la prima volta nel 1999 e la seconda nel 2008. Ha cessato la carica nel 2011.